# Stephen Pepper
Pour les articles homonymes, voir Pepper.
Stephen C. Pepper, né le 29 avril 1891 et mort le 1er mai 1972, est un philosophe américain, auteur de World Hypotheses (en) (1942).

## Objet des travaux
Il a démontré qu'une donnée observable n'existe que par son interprétation, en vertu de l'évidence du pluralisme, car les standards d'évaluation diffèrent selon ce qu'il appelle les vues du monde. Il argumente sur le fait qu'il y a 4 façons de voir le monde : le formisme, le mechanisme, le contextualisme, et l'organicisme,
,
,
,.